# Groupe de NGC 2347
Le groupe de NGC 2347 comprend au moins huit galaxies situées dans la constellation de la Girafe. La distance moyenne entre ce groupe et la Voie lactée est d'environ 65,5 Mpc (∼214 millions d'al). 

## Membres
Le tableau ci-dessous liste les huit galaxies du groupe indiquées dans l'article de A.M. Garcia paru en 1993.
| Nom      | Class.      | Type                  | α (J2000.0)   | δ (J2000.0) | Vitesse radiale (km/s) | m               | Distance (Mpc) | Diamètre (kal) |
| -------- | ----------- | --------------------- | ------------- | ----------- | ---------------------- | --------------- | -------------- | -------------- |
| NGC 2347 | (R')SA(r)b? | Spirale               | 07h 16m 03.7s | 64° 42′ 32″ | 4425 ± 2               | 12,5            | 65,7 ± 4,6     | 125            |
| IC 2179  | E1-2        | Elliptique            | 07h 15m 32.3s | 64° 55′ 34″ | 4336 ± 49              | 12,4            | 64,5 ± 4,6     | 68             |
| UGC 3606 | Sdm         | Spirale magellanique  | 06h 57m 50.2s | 63° 41′ 30″ | 3988 ± 3               | 14,16           | 59,3 ± 4,2     | 89             |
| UGC 3642 | SA0^0^      | Lenticulaire          | 07h 04m 20.3s | 64° 01′ 13″ | 4497 ± 6               | 11,27 ± 0,04    | 66,9 ± 4,4     | 97             |
| UGC 3660 | SABa?       | Spirale intermédiaire | 07h 06m 34.8s | 63° 50′ 56″ | 4264 ± 6               | 13,11           | 63,4 ± 4,4     | 80             |
| UGC 3764 | Sa          | Spirale               | 07h 16m 52.7s | 67° 06′ 40″ | 4118 ± 7               | 12,35           | 61,2 ± 4,3     | 69             |
| UGC 3850 | (R')SAB(s)a | Spirale intermédiaire | 07h 28m 15.0s | 63° 15′ 20″ | 4710 ± 3               | 13,45           | 70,2 ± 4,9     | 116            |
| UGC 3886 | SA(s)c      | Spirale               | 07h 31m 27.0s | 62° 27′ 25″ | 4883 ± 3               | 11,913 ± 0,007a | 72,9 ± 5,1     | 87             |

- aDans le proche infrarouge.

Le site DeepskyLog permet de trouver aisément les constellations des galaxies mentionnées dans ce tableau ou si elles ne s'y trouvent pas, l'outil du site constellation permet de le faire à l'aide des coordonnées de la galaxie. Sauf indication contraire, les données proviennent du site NASA/IPAC.